# Exogone dwisula
Exogone dwisula är en ringmaskart som beskrevs av Kudenov, Harris in Blake, Hilbig och Scott 1995. Exogone dwisula ingår i släktet Exogone och familjen Syllidae. Inga underarter finns listade i Catalogue of Life.